# Detrito espacial

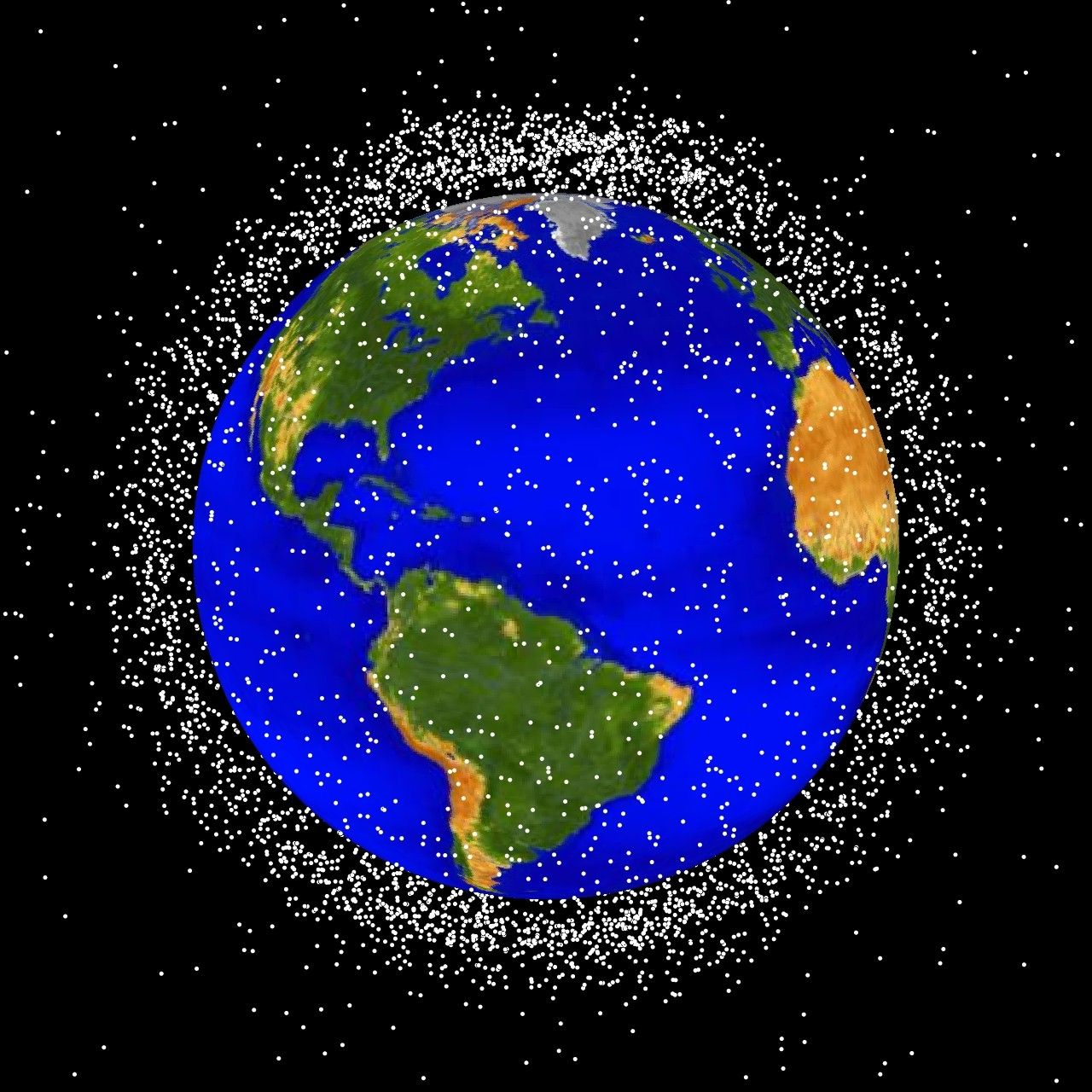
Concentração da maior parte dos objetos espaciais em órbita próxima à Terra (os detritos não estão em escala com o planeta).

Detritos espaciais (ou lixo espacial) são objetos criados pelos seres humanos e que se encontram em órbita ao redor da Terra, mas que não desempenham mais nenhuma função útil, como por exemplo as diversas partes e dejetos de naves espaciais deixados para trás após seu lançamento. Tanto podem ser peças pequenas, como ferramentas e luvas — a exemplo de uma perdida por Neil Armstrong na missão Gemini VIII em 1966 — ou estágios de foguetes e satélites desativados que congestionam o espaço em volta da Terra — como exemplo, os antigos satélites soviéticos RORSAT — e que causam risco de acidentes graves, tanto em órbita (pelo risco de possíveis colisões), quanto numa possível reentrada de tais detritos na atmosfera terrestre.
Os detritos espaciais tornaram-se uma crescente preocupação nos últimos anos pelo fato de que colisões na velocidade orbital podem ser altamente danosas ao funcionamento de satélites, pondo também em risco astronautas em atividades extraveiculares; além disso, essas colisões provocam as condições para que ocorra a chamada síndrome de Kessler

## Um pouco de história

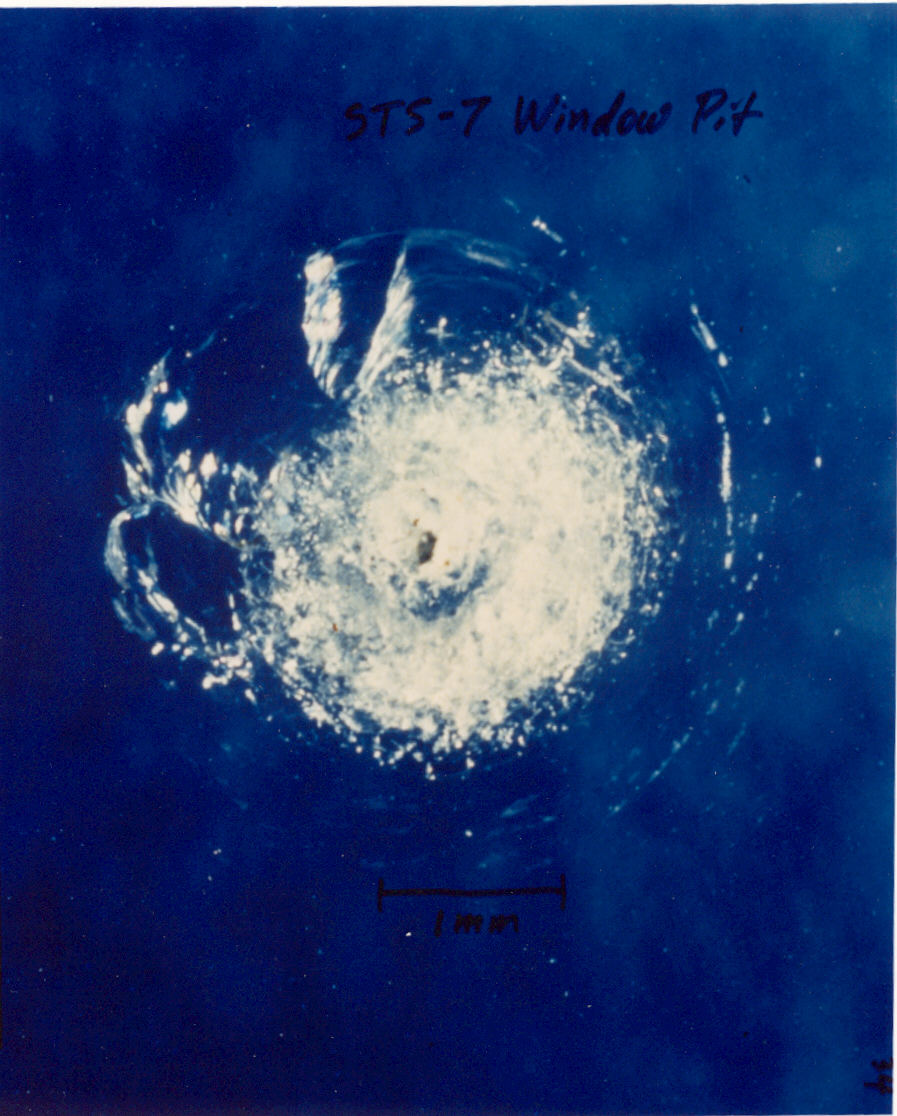
Buraco causado por detritos orbitais na janela da STS-7.

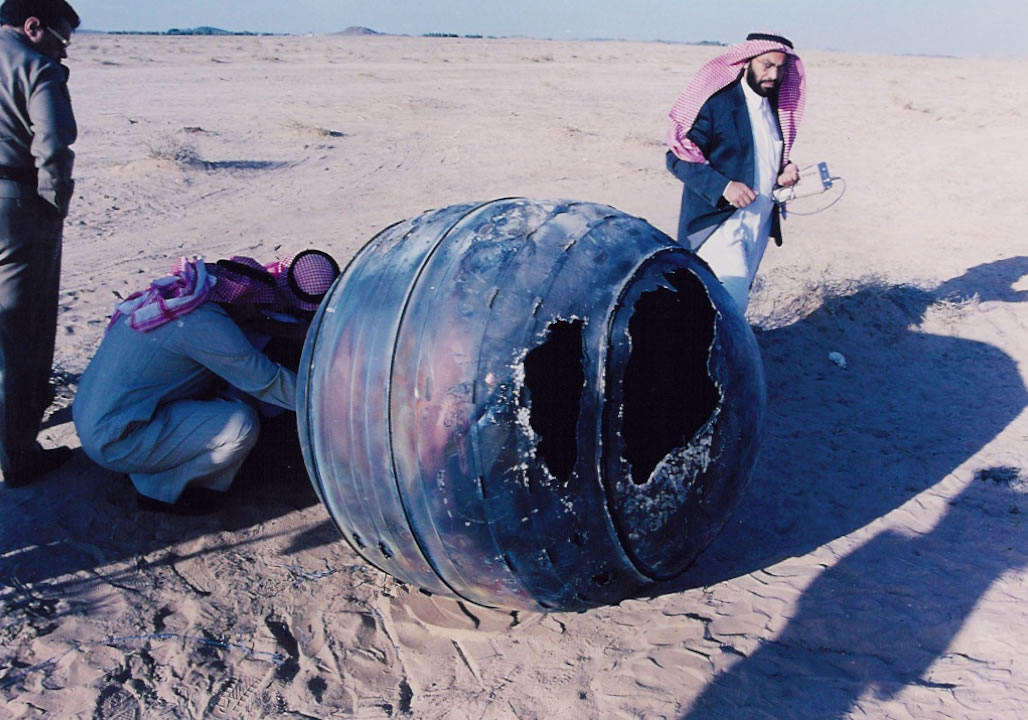
Módulo PAM-D de um foguete classe Delta II, encontrado na Arábia Saudita.

Em 1958, os Estados Unidos lançaram o seu segundo satélite, de nome Vanguard 1, que operou durante 6 anos. Após sua desativação, este tornar-se-ia uma das mais antigas peças de lixo espacial. Em 2007, uma sondagem confirmou que a relíquia permanece em órbita, sendo portanto o detrito espacial mais antigo em órbita atualmente.
De acordo com o professor Edward Tufte, em seu livro Envisioning Information, a lista de detritos espaciais inclui uma luva do astronauta Ed White, perdida durante a primeira caminhada espacial norte-americana; uma câmera que Michael Collins perdeu próximo à Gemini X e outra perdida por Sunita Williams durante a STS-116, também durante uma atividade extraveicular; sacolas de lixo; uma chave de boca e uma escova de dente. A maioria desses objetos volta para a Terra, atraídos pela gravidade, em poucas semanas. Devido às órbitas onde foram soltos e dado o seu tamanho diminuto, são facilmente deteriorados durante a reentrada na atmosfera do planeta. Fatos como esses não são de grande importância na problemática do lixo espacial. Por outro lado, eventuais colisões entre os objetos (que podem gerar mais peças) constituem o principal problema referente a estes detritos.
O primeiro ônibus espacial a realizar oficialmente uma manobra evasiva de uma colisão foi o Discovery, durante a STS-48, em setembro de 1991, em que procedeu-se no acionamento de um subsistema de segurança da espaçonave para evitar a colisão com detritos de um satélite russo, Kosmos. Só a explosão causada pelo Kosmos 1813, em 1987 gerou cerca de 850 resíduos com mais de 10 cm de comprimento.
Até 1998, mais de 60 janelas de ônibus espaciais haviam voltado à Terra com danos provenientes do espaço. Uma lasca de tinta do tamanho de um grão de sal, orbitando a uma velocidade de 14.400 km/h, pode abrir uma significante cratera de 2,5 cm de diâmetro, com a possibilidade de a janela estilhaçar-se durante a reentrada.
Em Outubro de 1999, a Estação Espacial Internacional também realizou uma manobra evasiva. Os detritos consistiam em restos do foguete Pegasus, que segundo cálculos passariam a uma distância de 1,4 km da estação. A manobra foi realizada com o acionamento do foguete do Módulo de Controle Zarya, durante 5 segundos. Isso elevou a estação em cerca de 1,6 km e os detritos passaram a cerca de 25 km da estação. Em outubro de 2008, após mais uma manobra para evitar colisão com um detrito residual de um satélite Cosmos, a ISS já somava um total de oito manobras evasivas, sendo que as sete primeiras ocorreram nos anos iniciais do programa: de Outubro de 1999 a Maio de 2003. O relatório da NASA atribui esse hiato à melhora de exatidão na vigilância espacial e rastreamento de detritos.
Durante os 10 anos de funcionamento da estação espacial MIR, foram liberadas, em sua maioria, sacolas de lixo.

## O problema dos detritos

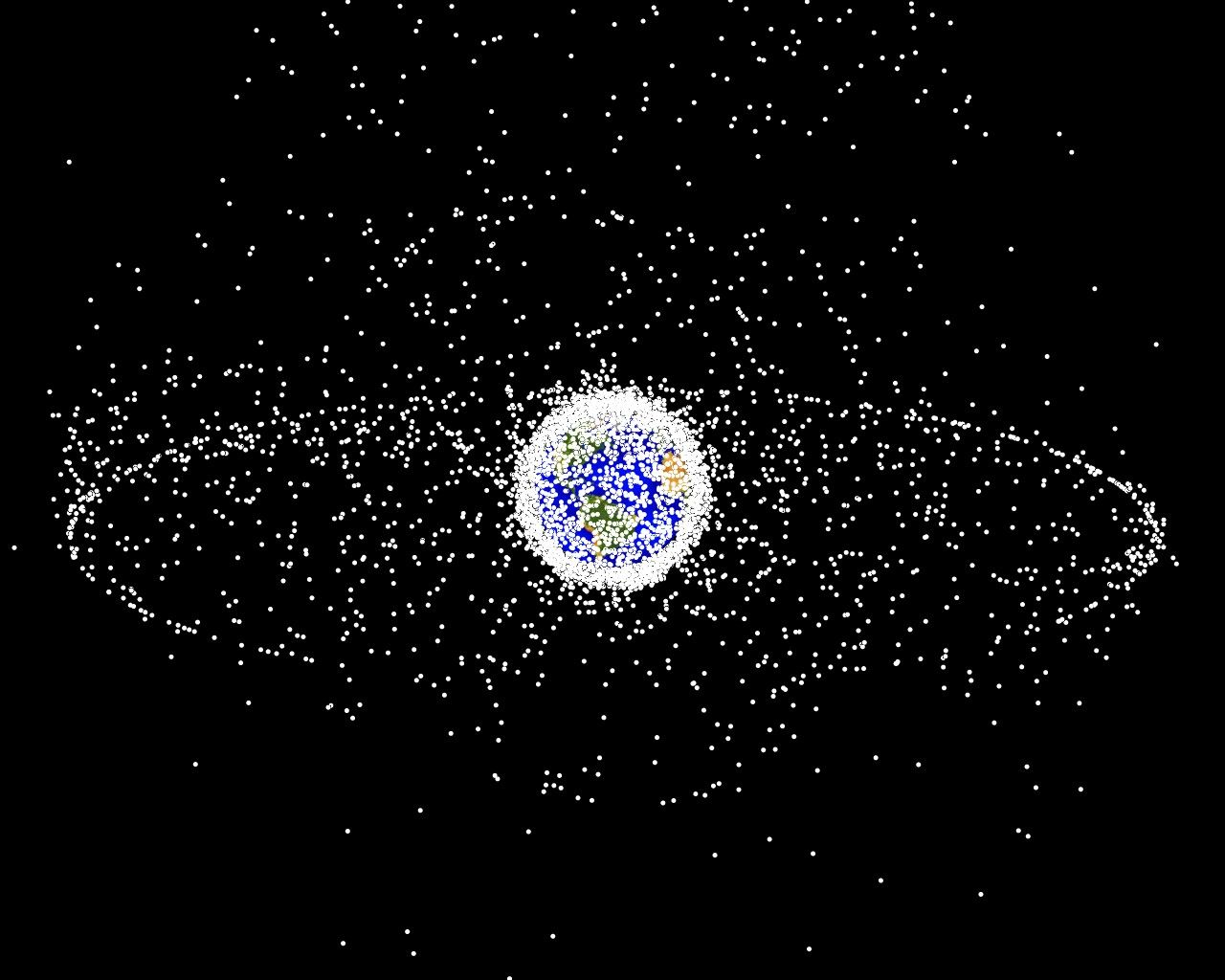
População de detritos numa visão mais distante do planeta, pela órbita geoestacionária.

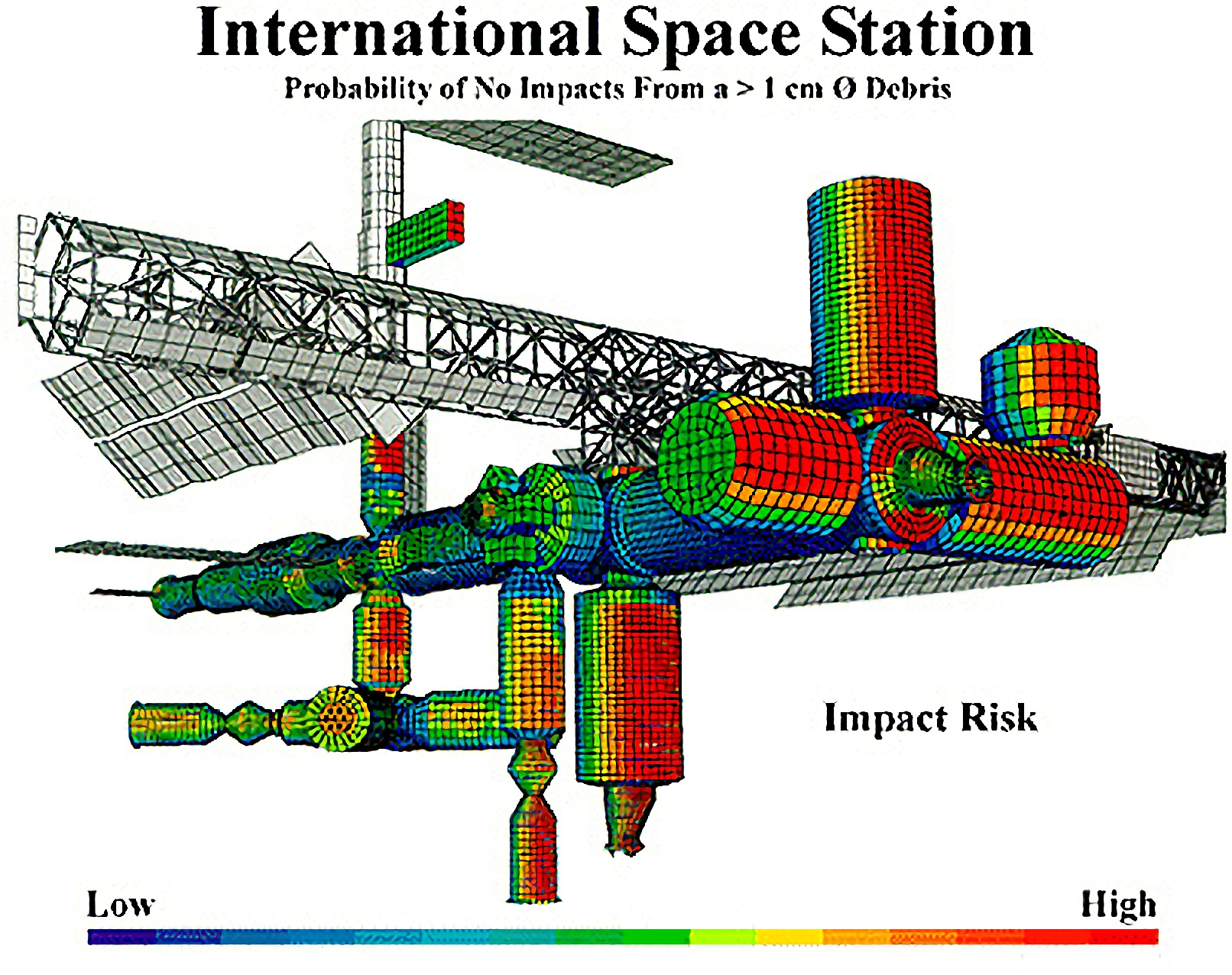
Áreas de risco de choques de detritos com a ISS.

A maior parte dos detritos espaciais se encontra em órbita terrestre baixa, também conhecida como LEO (do inglês, Low Earth Orbit); embora haja também uma quantidade considerável de detritos na órbita geossíncrona, mais conhecida como órbita geoestacionária, a GEO (do inglês, GEostationary Orbit). Porém, esta órbita pela sua considerável distância da terra, faz com que a dispersão desses objectos seja muito maior dos que os encontrados em órbitas mais próximas. Há também cerca de 1 450 objetos cuja trajetória é excêntrica, podendo transladar pelas outras órbitas e provocar acidentes de detritos.
Estas peças orbitam a grande velocidade e poderão atingir um satélite ou espaçonave com impacto semelhante ao de uma bala de fuzil. Este fato é levado em conta também no que diz respeito aos astronautas, cuja roupa de Atividade extraveicular — O EMU (do inglês Extravehicular Mobility Unit, Unidade de Mobilidade Extraveicular) — é concebida de forma a proteger o astronauta de micrometeoritos. Presume-se que objetos pouco maiores que meteoritos, de alguns centímetros e alta velocidade orbital no vácuo, sejam capazes de romper as vestes extraveiculares dos cosmonautas, causando-lhes grandes danos.
Outra preocupação relaciona-se com a procedência dos combustíveis usados nos satélites. Tais satélites, que já não recebem ordens das centrais de comando da Terra, podem cair a qualquer momento, atraídos pela gravidade do planeta. Alguns desses satélites estão equipados com geradores eletro-nucleares que ativam funções específicas dentro do aparelho, e podem usar como combustível o urânio 235 ou o plutônio 238 (ambos altamente radioativos).
Um objeto que tenha 1 mm de comprimento seria capaz de quebrar cabos de dados e cabos de força secundários da Estação Espacial Internacional; já um com 4 ou 5 mm já seria capaz de danificar os cabos de força principais, tubos e painéis. Por isso a ISS é atualmente a mais protegida espaçonave a ser lançada; muitos de seus componentes externos são feitos de alumínio. Áreas críticas, como compartimentos habitáveis, serão capazes de resistir ao impacto de detritos de 1 cm de diâmetro.

## Propostas e possíveis soluções

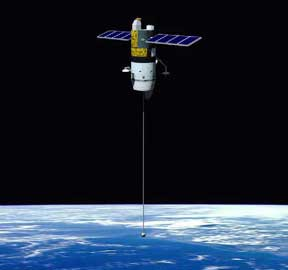
Concepção artística do conceito do "Terminator Tether" eletrodinâmico.

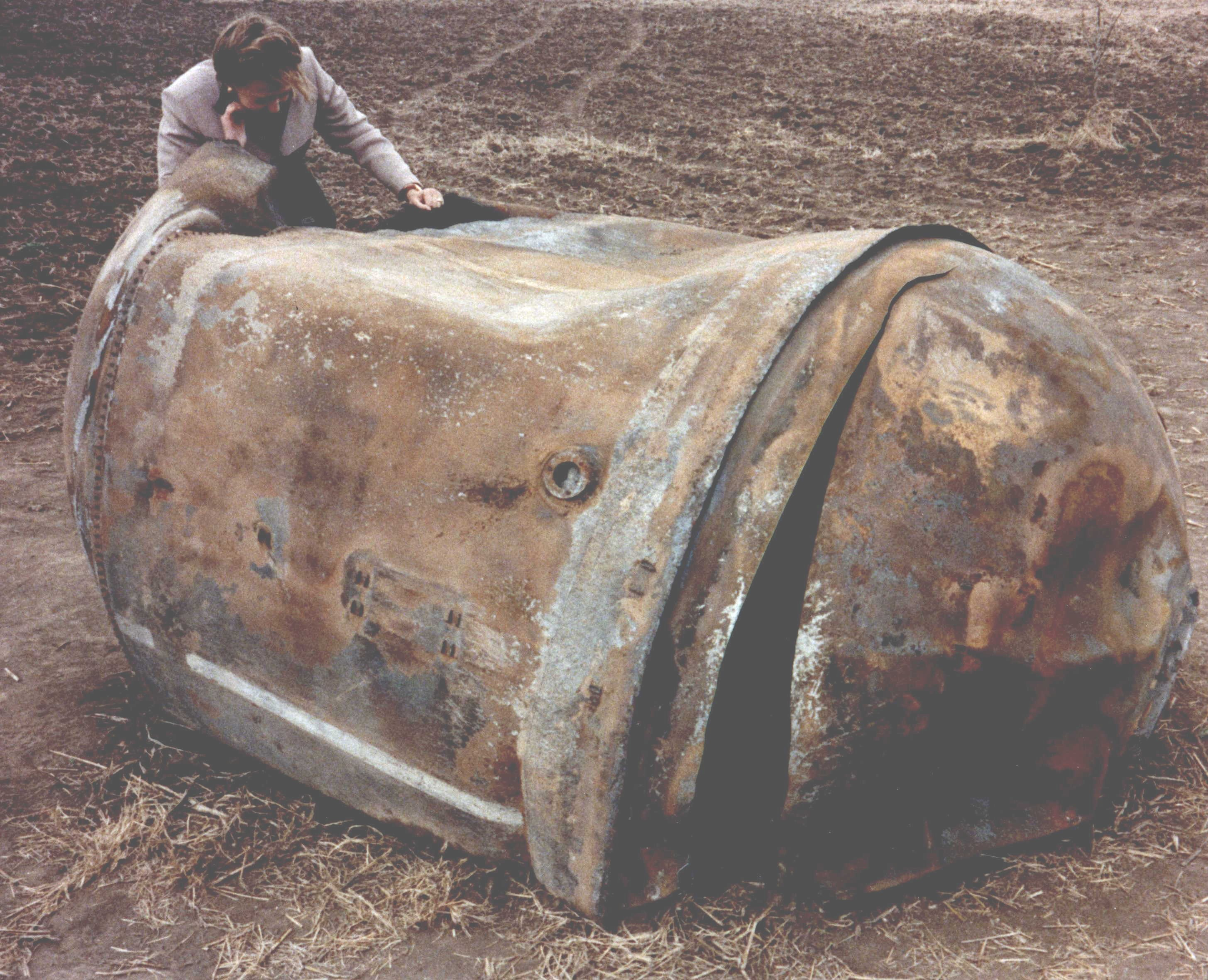
Tanque de um foguete Delta II que caiu nos Estados Unidos em 1997.

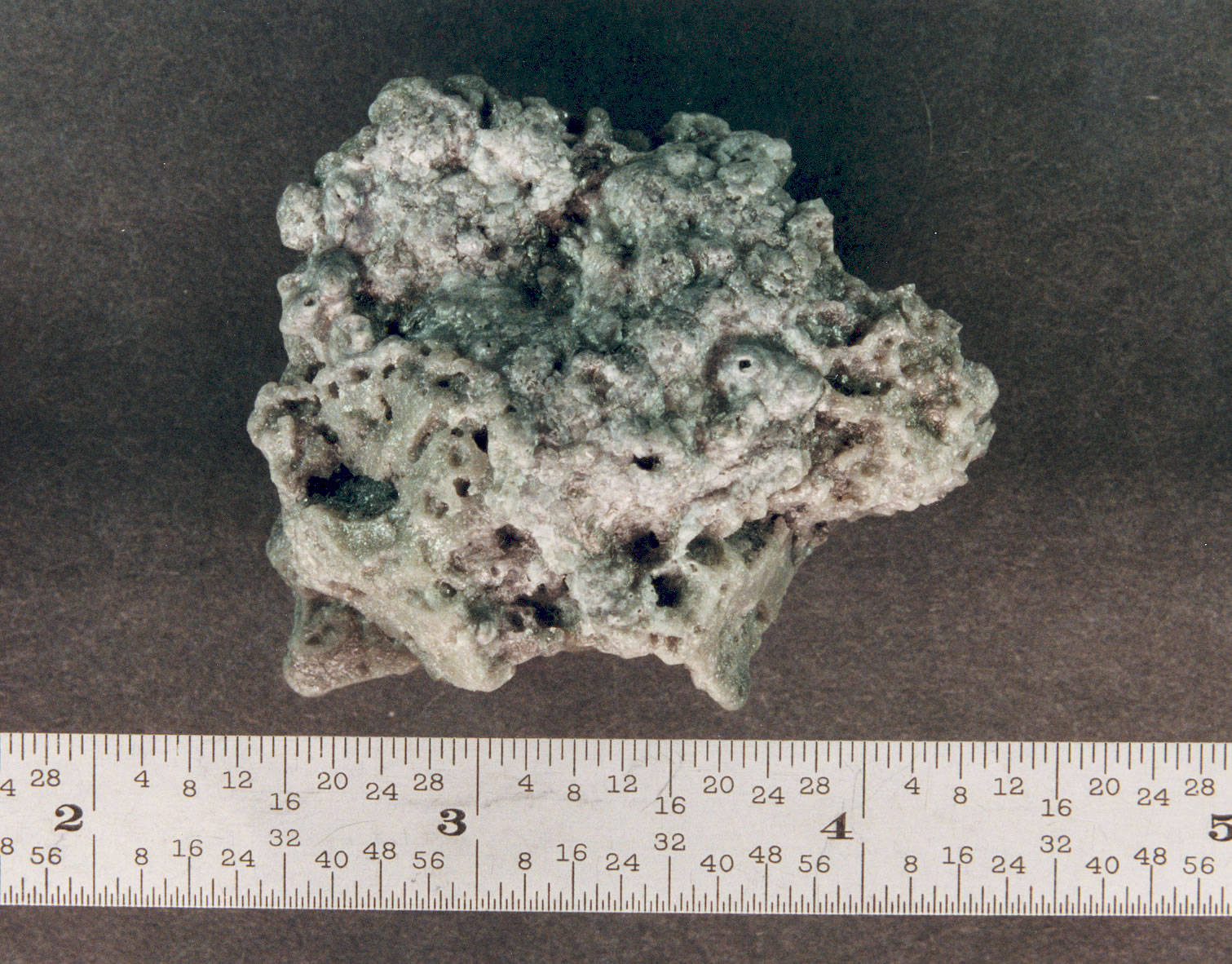
Detrito composto de óxido de alumínio, sub-produto de combustíveis à base de propelente sólido.

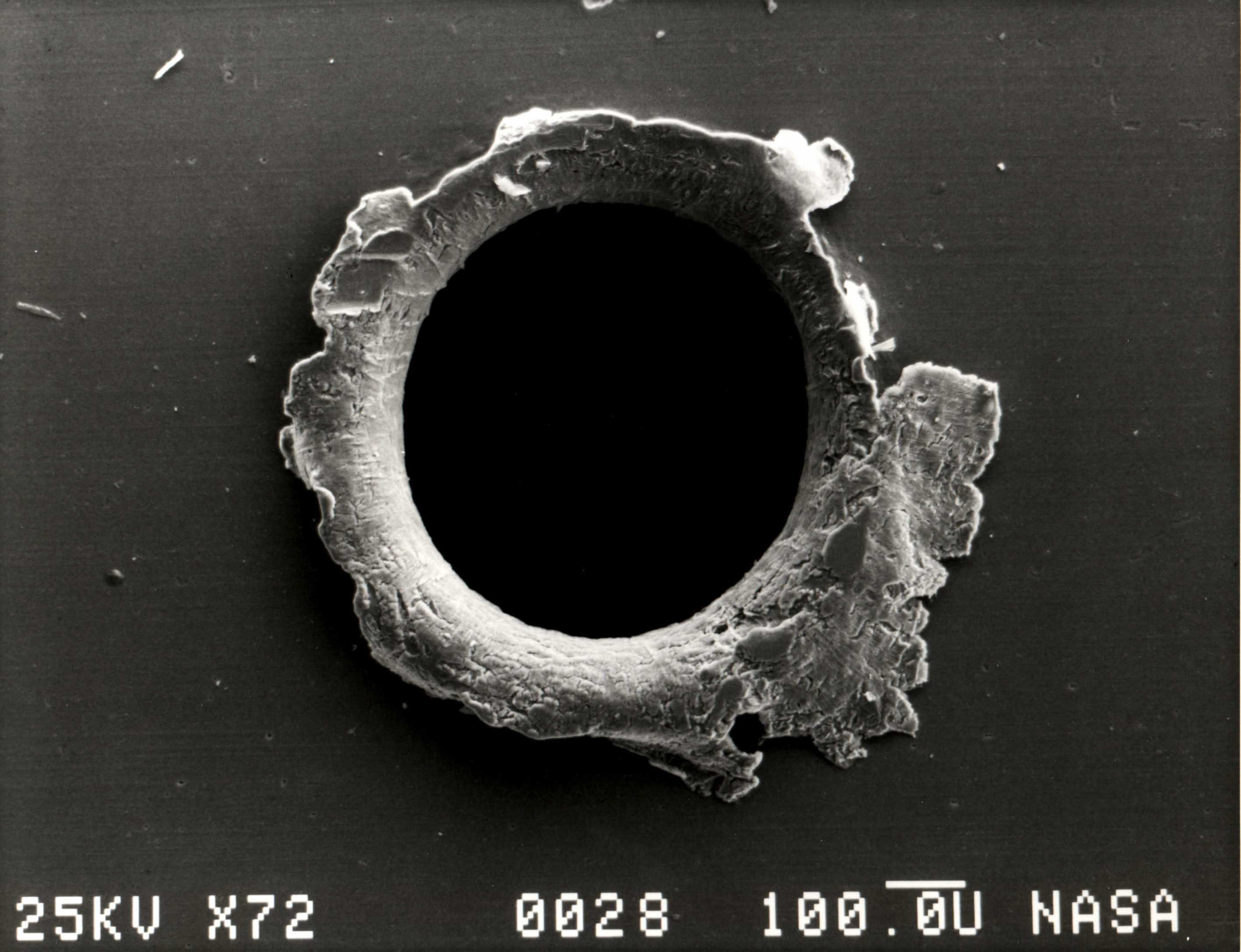
Buraco causado por um detrito espacial no satélite SolarMax.

Com o objetivo de suavizar a geração de mais lixo espacial foram propostas várias medidas. A NASA, em 1995, foi a primeira agência espacial a estabelecer procedimentos para a minimização dos detritos. Dois anos depois, o governo dos EUA desenvolveu um conjunto de Práticas Padrões para Mitigação dos Detritos Espaciais, baseado nos parâmetros da NASA. Mais tarde, outros países e organizações estabeleceram seus próprios modelos de práticas de suavização dos efeitos do lixo espacial. Em 2002 houve um consenso entre as agências espaciais de 10 países sobre o assunto. Formularam então um conjunto de linhas-de-conduta, que foi formalmente apresentado à ONU em fevereiro de 2003.
Uma forma de minimalização das consequências do lixo espacial sobre o meio ambiente é a passivação dos estágios superiores dos foguetes gastos para a liberação de combustíveis residuais, prevenindo assim futuras explosões.
Muitos componentes das astronaves são feitos de alumínio, que tem um baixo ponto de fusão. Como resultado, esses componentes normalmente se desintegram em grandes altitudes, logo no início da reentrada. Por outro lado, se um componente é feito de materiais com pontos de fusão mais altos (como titânio, aço inoxidável e berílio), o objeto se deteriorará a uma altitude mais próxima do solo ou, em muitos casos, pode chegar ao solo sem se desintegrar ou mesmo quase intacto, como aconteceu com o tanque de combustível do foguete Delta II. Alguns objetos têm ainda uma proteção exterior que retarda a deterioração do objeto interior, causada pelo atrito com o ar, na reentrada na atmosfera.
Trazer os detritos de volta para a Terra pode parecer um método de "coleta" do lixo espacial eficiente, já que após a reentrada, os objetos são destruídos. Isto pode ocorrer tanto por uma queda orbital (reentrada não-controlada), como por entrada controlada. Entretanto há sempre o risco de permanecerem ainda algumas partículas, ou mesmo peças inteiras, dos objetos que entraram em combustão na atmosfera, não havendo garantia de que sua queda ocorra nas porções desabitadas do planeta. A reentrada controlada, normalmente, utiliza grande quantidade de combustível propelente para ajustar a espaçonave ao ângulo correto para reentrada no planeta. Geralmente utiliza-se o oceano como ponto de queda desses detritos.
Tirar os satélites de órbita logo no final de suas vidas operacionais também seria uma efetiva medida de  mitigação. Isso poderia ser facilitado por um mecanismo, conhecido em inglês como "terminator tether", onde um "cabo" eletrodinâmico, (extremamente longo e resistente, porém pouco denso) ligaria o aparato à Terra, transmitindo a energia necessária para que o mesmo conseguisse diminuir a velocidade das espaçonaves desativadas por meio de magnetismo. Nos casos em que o sistema usado para provocar a fuga de órbita exigisse muito combustível, o "terminator tether" poderia simplesmente alterar a órbita do satélite em questão, de forma que este pudesse realizar a fuga de rota sozinho, passados alguns anos. Essa manobra foi realizada com sucesso no satélite francês Spot-1, no final de 2003, o que, segundo os cálculos, faria o objeto reentrar no planeta em aproximadamente 16 anos após a manobra.
Em altitudes orbitais onde não seria economicamente viável provocar a fuga de um satélite, como no anel geoestacionário, estes são levados para uma órbita cemitério, onde não há presença de satélites em operação.
Há também propostas para "varrer" o lixo orbital de volta para a atmosfera da Terra, utilizando rebocadores automatizados, vassouras de laser para vaporizar ou amontoar as partículas em órbitas de queda rápida, ou mesmo bolhas de aerogel para absorver detritos que colidam com essas bolhas, e, eventualmente, cair na Terra com o lixo dentro. Entretanto, a maior parte do esforço está sendo direcionado para a prevenção de colisões, acompanhando os detritos de maior largura, prevenindo a formação de mais detritos.
Outras ideias, ainda, incluem a reunião dos objetos mais largos numa espécie de "aterro orbital", onde poderiam ter alguma utilidade futura, enquanto se mantêm fora de vista.

## Quantificação e qualificação

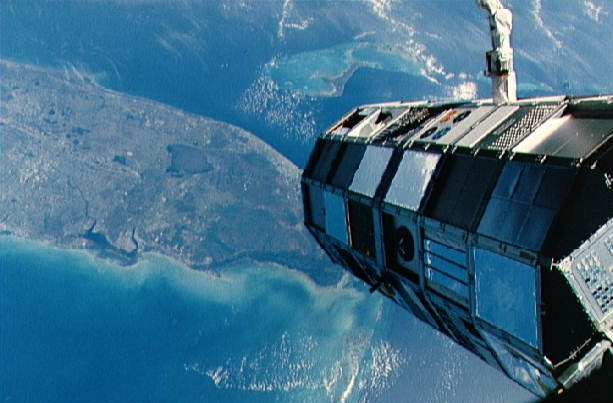
O Aparelho de Longa Duração à Exposição (LDEF) é uma importante fonte de informação sobre o ambiente de pequenas partículas orbitais.

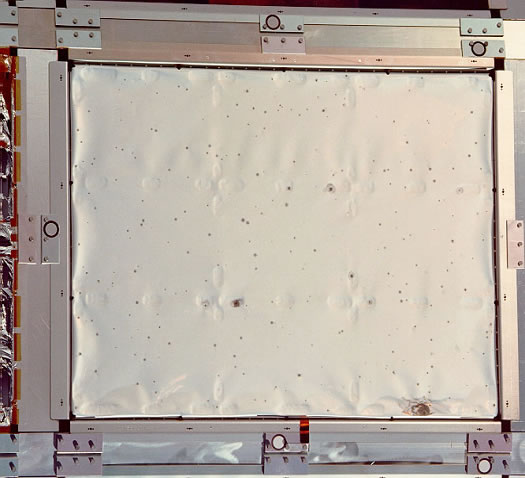
Um dos painéios do LDEF após o impacto de detritos espaciais.

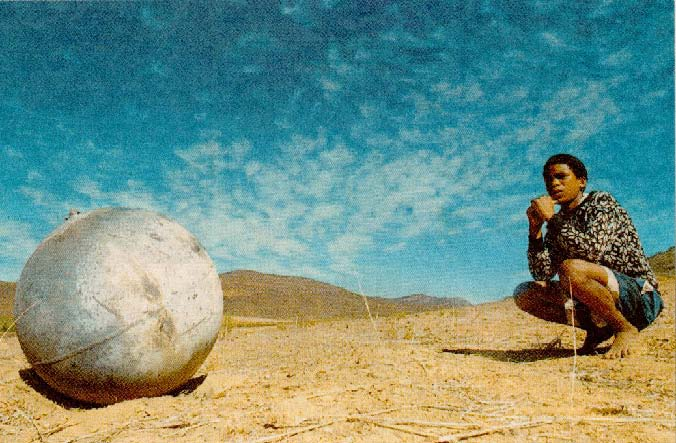
Esfera que pousou na África do Sul.

Os detritos orbitais próximos da Terra, e mais especificamente o seu número e dimensões, são estudados a partir de terra, através de radares e telescópios óticos, mas também no próprio espaço orbital, além dos dados obtidos após estudos efetuados sobre a superfície exterior das espaçonaves, quando estas retornam ao solo.
As peças maiores são normalmente monitoradas pelas agências espaciais internacionais — tais como a AEB, a ESA e a NASA —, mas as pequenas são de difícil detecção. Praticamente todos os foguetes deixam peças e pedaços na órbita ao serem lançados, como estágios de lançamentos abandonados, peças ejetadas, entre outros. Também existem muitos satélites que encerraram sua vida útil e continuam a orbitar a Terra sem qualquer atividade, passando a serem considerados como lixo espacial.
As Forças Armadas dos EUA mantêm, atualmente, um catálogo tão exaustivo quanto possível de cerca de 10.000 objetos visíveis, podendo, com estas informações, distingui-los de mísseis hostis, por exemplo. Para isso, contam com observações por radar, telescópio e um telescópio espacial. Estima-se que cerca de 330 milhões de objetos de tamanho superior a 1 mm (sendo alguns, portanto, simples partículas) se encontrem em órbita, evidenciando assim, a disparidade entre o número de objetos catalogados e a quantidade de detritos existentes.
Além das mensurações efetuadas pelas Forças armadas estadunidenses, outras iniciativas visam quantificar e  medir os detritos, como: o Telescópio de Detritos Espaciais da Agência Espacial Européia (ESA Space Debris Telescope), o TIRA, os radares Goldstone e Haystack e o sistema de radar Cobra Dane. Os dados obtidos durante essas campanhas serão usados para validar modelos de ambientes com detritos, tais como o ESA-MASTER. Tais modelos, hoje, são a única forma de determinar o risco de impacto causado por lixo espacial, já que apenas objetos maiores podem ser facilmente rastreados.
Um exame minucioso da superfície do aparelho de Longa Duração à Exposição, mais conhecido pela sigla de LDEF (do inglês, Long Duration Exposure Facility), colocado em órbita pela STS-41-C Challenger, e resgatado pela STS-32 Columbia após 68 meses em órbita, permitiu a análise da distribuição direcional dos detritos, bem como a composição do fluxo dos detritos.[carece de fontes?] O satélite EURECA, colocado em órbita pela STS-46 Atlantis em 1992 e resgatado pela STS-57 Endeavour em 1993, proporcionou melhor entendimento sobre o assunto.
Os painéis solares do telescópio espacial Hubble, recuperado durante as missões STS-61 Endeavour e STS-109 Columbia, são importantes fontes sobre o ambiente dos detritos. As crateras encontradas na sua superfície foram quantificadas e qualificadas pela ESA para prover outros meios de validação dos modelos de ambiente de detritos.

## Eventos importantes

### Criação de detritos

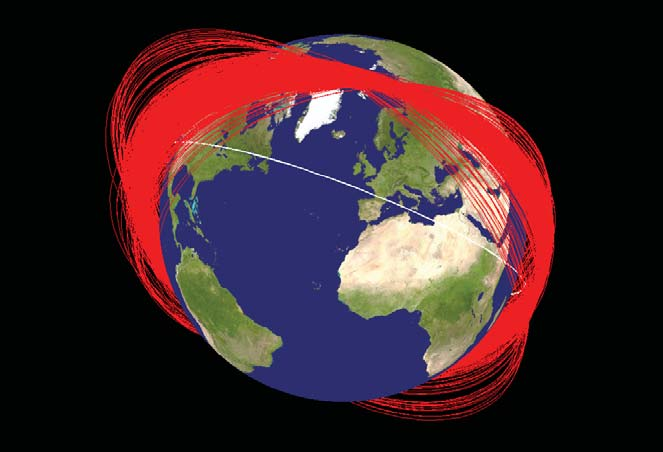
Órbitas conhecidas dos detritos dos destroços do Fengyun-1C após a intervenção chinesa.

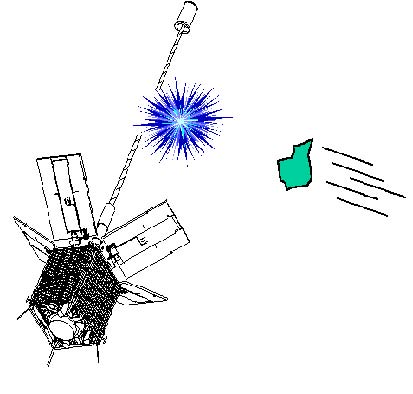
Ilustração mostrando o acidente do fragmento do Ariane com o Cerise.

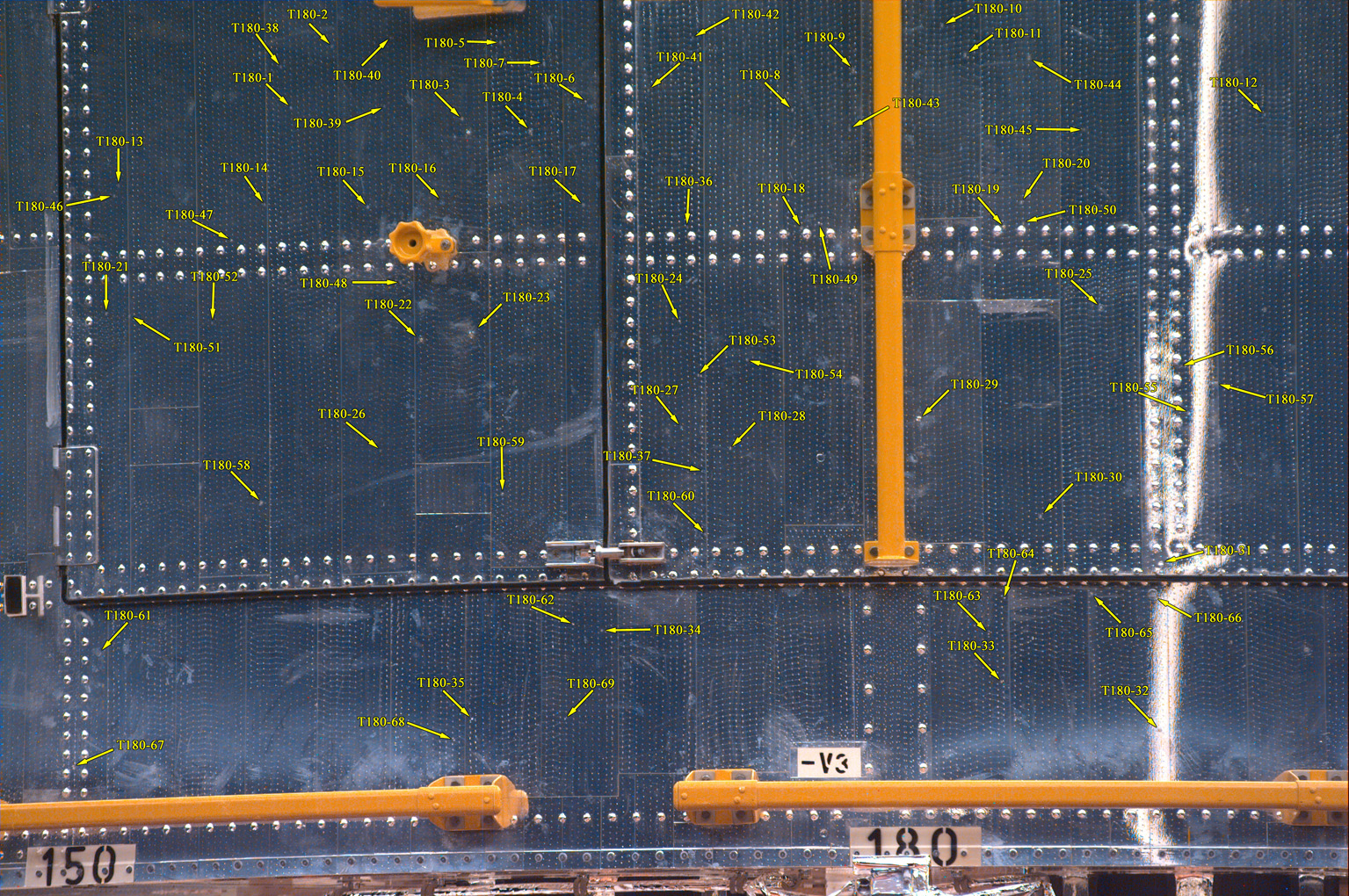
Pontos de impacto de detritos em uma peça pertencente ao Hubble.

Um estágio do foguete Pegasus lançado em 1994 explodiu em 1996, gerando uma nuvem de 300.000 fragmentos maiores que 4 mm de comprimento. Dentre estes, 700 eram grandes o suficiente para serem catalogados. Este evento isoladamente foi capaz de dobrar o risco de colisões do telescópio espacial Hubble.
Os testes da arma antissatélite (ASAT) chinesa, em 11 de janeiro de 2007 foi, talvez, o principal incidente histórico envolvendo detritos orbitais. Como resultado, houve a criação de mais 1.600 pedaços rastreáveis (aproximadamente do tamanho de uma bola de golfe, ou maiores), após dois meses de o teste ter decorrido, de acordo com o Programa de Detritos Espaciais da NASA. Estima-se, também, que resultou em mais de um milhão de pedaços com 1 mm ou maiores e mais de 35.000 peças com 1 cm ou maiores. Este evento foi mais significativo que outros testes de arma antissatélite, em que a área ocupada pelos detritos, encontrando-se num plano orbital mais distante do planeta, resultam na fuga de órbita num período de 35 anos ou mais. Em junho de 2007, o satélite Terra, da NASA, foi o primeiro a alterar a sua posição, com o objetivo de prevenir impactos.
Um evento de magnitude similar ocorreu em 19 de fevereiro de 2007, quando o estágio do dínamo de injeção de um Briz-M russo explodiu enquanto orbitava a Austrália. O sistema foi lançado em 28 de fevereiro de 2006, carregando um satélite de comunicação defeituoso. A explosão foi documentada em filme por vários astrônomos, mas devido à trajetória orbital dos destroços, a nuvem de objetos em queda dificultou a quantificação destes através de radar. Muito embora semelhante em proporção, a área em que os detritos se encontram está mais próxima do planeta do que no caso do teste ASAT chinês, pelo que se verificou muitas reentradas na atmosfera em um período relativamente pequeno de tempo. Como em 21 de fevereiro de 2007, em que mais de mil fragmentos foram identificados. Um terceiro evento de impacto também ocorreu em 14 de fevereiro de 2007, como registrado por Celes Trak.
Em 20 de fevereiro de 2008 outro ASAT foi lançado rumo a um satélite defeituoso, desta vez pelos Estados Unidos, com o objetivo de destruir o tanque de Hidrazina tóxica do satélite USA 193. O Pentágono tinha o intuito de minimizar a quantidade de detritos resultantes do encontro do satélite com o míssil; esperando que os detritos entrassem na Terra ainda nas primeiras semanas de março.
A colisão entre satélites de 2009 ocorreu em 10 de fevereiro daquele ano, quando um satélite russo desativado chocou-se contra um satélite privado de comunicações estadunidense a 780 km de altitude sobre o território da Sibéria gerando uma nuvem de escombros. Afirmado que os detritos geradas não são riscos reais para a Estação Espacial Internacional, esta é a primeira colisão já registrada entre satélites.

### Impacto de detritos

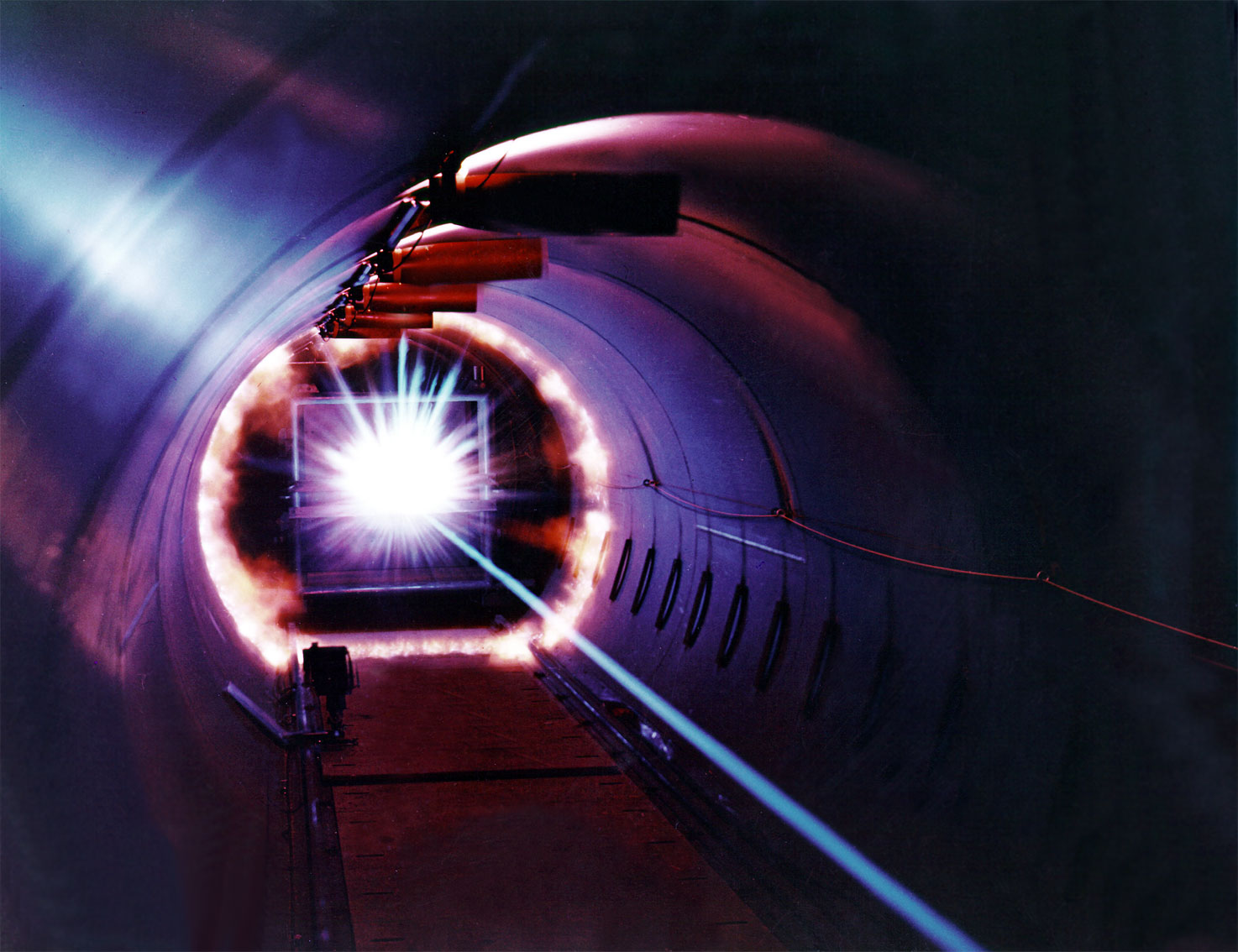
O "flash de energia" de um impacto em hipervelocidade simula o que ocorre quando um detrito atinge uma espaçonave em órbita.

A primeira colisão averiguada com lixo espacial catalogado ocorreu em 1996, danificando seriamente o satélite de reconhecimento militar francês Cerise. O acidente foi causado por um fragmento já catalogado de um Ariane. Os objetos deste foguete se encontravam entre 660 km a 680 km da Terra e estavam a uma velocidade de 14.8 km/s. Destes, somente um possuía tamanho suficiente para ser rastreado.
Lottie Williams possui o recorde de ser a primeira e única pessoa (até à presente data) a ser atingida por um detrito espacial de origem humana. Enquanto caminhava num parque em Tulsa, Oklahoma em 22 de janeiro de 1997, às 3:30 da manhã, notou uma luz no céu que julgou ser um meteorito. Minutos depois, Williams foi atingida no ombro por um objeto de metal negro de 6 polegadas que, mais tarde, foi identificado como sendo parte do tanque de combustível de um foguete Delta II, que havia lançado um satélite da Força Aérea dos Estados Unidos em 1996. Lottie não se feriu com o incidente.
Em maio de 2000 duas esferas metálicas caíram em fazendas na África do Sul. O evento foi comentado pela NASA numa rádio local, e a agência espacial estadunidense admitiu que ambos os objetos pertenciam a um foguete Delta lançado em 1996. O primeiro detrito, que pesava cerca de 30 kg, caiu na Cidade do Cabo e contou com a presença de testemunhas. O segundo objeto, que possuía uma forma mais ovalada, pousou três dias depois do primeiro e pesava cerca de 55 kg. As testemunhas disseram que o objeto media cerca de 1,3 m de largura por 1 m de comprimento.